# Club Atlético Albión
El Club Atlético Albión fue un club de fútbol de la ciudad de Buenos Aires, Argentina. Fue fundado el 5 de junio de 1924 en el barrio de Mataderos y actuó en la era amateur del fútbol argentino.

## Historia
El Club Atlético Albión fue fundado en 1924 y actuó en la era amateur del fútbol argentino. Fue, junto con el Club Atlético Libertad (su clásico rival) y el Club Atlético Nueva Chicago, uno de los tres clubes de Mataderos afiliados a las asociaciones oficiales.
Su primera cancha estuvo ubicada en Zequeira y Miralla. Su sede se encontraba en Bragado 6027. Sus hinchas se caracterizaban por ser obreros de los frigoríficos del barrio de Mataderos. 
Feliciano Eusebio Álvarez en su libro “Recuerdos de mi barrio” nos cuenta su historia:

“Su primera cancha, sin alambrado, estaba ubicada en la quinta “Las Margaritas” a la altura de la calle Zequeira y Miralla. Después de casi tres años ocupó un predio de una hectárea sobre las calles Tellier, Bragado, Tapalqué y Jáchal (hoy Timoteo Gordillo).

Su emplazamiento en ese lugar fue lento por falta de dinero. Primero se colocaron los arcos, luego un alambrado de tres hilos, con una baranda de madera en la parte superior para que los espectadores apoyaran los brazos. No había vestuario, ni agua corriente; se usaba una boca de incendio que estaba ubicada sobre la vereda de la calle Tapalqué, para lo más elemental. Los jugadores se cambiaban y duchaban a tres cuadras de la cancha, en la casa de Arturo Bossi, situada en la calle Bragado entre Oliden y Murguiondo.

Luego se realizaron unos bailes en el Club social “Plus Ultra”. Éste estaba situado en la calle Pilar 1618 y era una casa de cuatro habitaciones y un patio. De estos bailes se recaudaron algunos fondos y se pudo cercar toda la cancha.

Después siguieron con las “milongas”. En ellas se rifaban sombreros y lengues, hasta que se lanzó la gran rifa del club a un valor de dos pesos el número. Se confeccionaron 1000 y se vendieron casi todos. En el barrio nadie quedó sin comprar. Por fin se pudieron construir los vestuarios (local y visitante), la casilla para el canchero y también se colocó el agua corriente.

El club actuó en las categorías 5°, 4° y 3°. En el año 1927 ascendió a intermedia extra. Luego, en el año 31 fue a Segunda división, la que hoy estaría equiparada con una 1° B. Estuvo afiliado a la Asociación Amateurs de Football desde 1925 hasta finalizar el año 1932".
7 de mayo de 2021, Aquí Mataderos.

Posteriormente y desde 1927 se trasladaron a Tapalqué 6515, entre las calles Tellier, Bragado, Jachal (actualmente Timoteo Gordillo).

### Afiliación y campeonato
En 1926 se incorpora a la División Intermedia de la Asociación Amateurs de Football, correspondiente a la segunda categoría del fútbol argentino. Allí se enfrentó a clubes como San Telmo (el campeón del torneo) y Acassuso, entre los destacados que aún compiten en AFA. En su primer competencia, logró el quinto puesto de su sección, quedando fuera de la final por el ascenso. A pesar de no ser su mejor desempeño en la división, fue su mejor desempeño en la segunda categoría.
También compitió en el certamen de reservas de la División Intermedia, donde consiguió el primer lugar de su sección y accedió a la final, donde venció por 2 a 0 a Alsina, y se consagró campeón por primera vez. Por la Copa de Competencia de reservas, eliminó en semifinales a Liniers y se consagró campeón al vencer por 3 a 2 a Acassuso.
A pesar de la buena campaña realizada, en 1927 el fútbol argentino se unifica en una sola asociación, que resolvió dividir la Primera División; por lo que surgió la Primera División B, nuevo certamen de segunda categoría. Debido a esto, la División Intermedia, donde Albión no consiguió a clasificar al heptagonal por el ascenso, pasó a ser de tercera categoría. Mientras que, en el certamen de reservas, consiguió ser primero de su sección y logró vencer a Unión por Octavos de final, pero cayó en el desempate ante Acassuso por Cuartos de final.

### Ascenso a Primera B
Los intentos por volver a la segunda categoría seguirían: en 1928 consiguió clasificarse al cuadrangular por el ascenso, que se debió disputar en 1929 por la extensa temporada, donde solo el ganador ascendió; mientras que en las temporadas de 1929 y 1930 no consiguió superar los grupos.
Finalmente, en 1931 vuelve a clasificar al cuadrangular final al quedar puntero de la Sección D, y logró el subcampeonato detrás del campeón 25 de Mayo, obteniendo el segundo ascenso a la Primera División B.

### Descenso
El 10 de abril de 1932, hace su debut en la Primera División B ante La Paternal igualando 2 a 2, seguido por otro empate de igual marcador en Lanús ante Gimnasia y Esgrima, siendo su único punto de visitante. Su primer triunfo llegaría el 5 de junio, por la fecha 8 ante Progresista por 3 a 1; y el día 19 por la fecha 10 ante Palermo por 4 a 1, siendo su única goleada. Entremedio, Sportsman y Del Plata se desafiliaban, por lo que quedaba nula su derrota ante este último. El 24 de julio por la fecha 12 venció por 2 a 1 a San Fernando, siendo su tercer y última victoria oficial, y no volvería a sumar puntos. Con 8 unidades, alcanzó el undécimo puesto y salió de la zona de descensos por última vez. Luego de tener fecha libre y quedar en el vilo del descenso, cayó ante General San Martín de local para ya no salir de la zona de descenso. Tampoco volvería a jugar de visitante desde su derrota ante Balcarce por la fecha 11, dándose por perdidos sus siguientes encuentros. Su último partido fue el 25 de septiembre por la fecha 19, donde cayó por 4 a 0 de local ante Acassuso, para luego consumar su desafiliación con el certamen finalizado.

## Uniforme
Su camiseta era amarilla y negra a bastones verticales. En una foto del equipo se lee “Albion House” en el pecho de su camiseta, posiblemente haya sido un “sponsor”. Albión House era una famosa tienda de Londres que funcionó durante muchos años en el centro de Buenos Aires (Maipú 175) y atendía al público de 0 a 24 horas. De allí que su eslogan fuera: “La casa que nunca duerme”. Se dice que por eso a las personas trasnochadoras o cuya actividad que se realizaba por la noche, se les decía “sos como Albion House”. Vemos su edificio en una foto de esa época.

## Palmarés
| Organizados por AAF                                                       | Organizados por AAF | Organizados por AAF |
| Competición nacional                                                      | Títulos             | Subcampeonatos      |
| ------------------------------------------------------------------------- | ------------------- | ------------------- |
| División Intermedia (0/1)                                                 |                     | 1931                |
| Reserva de División Intermedia (1/0)                                      | 1926                |                     |
| Copa de Competencia de la Reserva de División Intermedia de la AAmF (1/0) | 1926                |                     |

## Datos futbolísticos del club

### Temporadas
- Temporadas en Primera División: 0
- Temporadas en segunda categoría: 2
  - Temporadas en División Intermedia: 1 (1926)
  - Temporadas en Primera División B: 1 (1932)
- Temporadas en tercera categoría: 5
  - Temporadas en División Intermedia: 5 (1927-1931)[14]

- Participaciones en Copa de Competencia de División Intermedia: 2 (1926-1927)

### Cronología por año
| Temp. | Div. | Clubes | Pos. | Pts. | PJ | PG | PE | PP | GF | GC | DG  | Copa                     | Otras copas |
| ----- | ---- | ------ | ---- | ---- | -- | -- | -- | -- | -- | -- | --- | ------------------------ | ----------- |
| 1926  | DI   |        |      |      |    |    |    |    |    |    |     | Campeón (CCDIR)          | —           |
| 1927  | DI   |        |      |      |    |    |    |    |    |    |     | Octavos de final (CCDIR) |             |
| 1928  | DI   |        |      |      |    |    |    |    |    |    |     |                          |             |
| 1929  | DI   |        |      |      |    |    |    |    |    |    |     |                          |             |
| 1930  | DI   |        |      |      |    |    |    |    |    |    |     |                          |             |
| 1931  | DI   |        | 2º   |      |    |    |    |    |    |    |     | —                        | —           |
| 1932  | B    | 14     | 14º  | 8    | 18 | 3  | 2  | 13 | 17 | 29 | -12 | —                        | —           |

- División Intermedia 1926: 3°/10 en Sección "A"
- División Intermedia 1927: 4°/8 en Zona Oeste - Sección "B"
- División Intermedia 1928: 3°/4 en Zona Campeonato
- División Intermedia 1929: 4°/10 en Sección D — Reserva
- División Intermedia 1930: 3°/12 en Sección "D"
- División Intermedia 1931: 1°/10 en Sección "D"
- Segunda División 1932: 14°/14 (desafiliado)

Otras posiciones
- Tercera División 1928: 3°/6 en Zona Oeste "A" - Sección "C" [15]
- Tercera División 1929: 2°/7 en Zona Oeste - Sección "E" [16]

### Ascensos y descensos
1926: de 2ª categoría a 3ª categoría
 1931: de División Intermedia a Primera División B
 1932: de Primera División B a Tercera División